# 2323 Zverev
A 2323 Zverev (ideiglenes jelöléssel 1976 SF2) a Naprendszer kisbolygóövében található aszteroida. Nyikolaj Sztyepanovics Csernih fedezte fel 1976. szeptember 24-én.